# 김재홍 (1958년)
김재홍(金宰弘, 1958년 5월 23일 ~ , 대구)은 대한민국의 전직 공무원이다. 대한무역투자진흥공사(KOTRA) 사장직을 역임했다.

## 학력
- 1976년 : 중앙고등학교 졸업
- 1981년 : 한양대학교 행정학 학사
- 1984년 : 서울대학교 행정대학원 행정학 석사
- 1989년 : 위스콘신대학교 대학원 행정학 석사
- 2010년 : 한양대학교 대학원 행정학 박사

## 경력
- 제26회 행정고시 합격
- 지식경제부 기획조정실 정책기획관
- 지식경제부 무역투자실 투자정책관
- 지식경제부 국무조정실 산업심의관
- 지역발전위원회 균형발전총괄국장
- 지식경제위원회 전문위원
- 지식경제부 신산업정책관
- 2011년 6월 ~ 2013년 3월 : 지식경제부 성장동력실장
- 2013년 3월 ~ 2014년 7월 : 산업통상자원부 제1차관
- 2014년 9월 ~ 2014년 12월 : 단국대학교 석좌교수
- 2015년 1월 ~ 2018년 2월 : 제19대 대한무역투자진흥공사 사장
- 2018년 3월 ~ 2020년 2월 : 한양대학교 정책과학대학 특훈교수
- 2020년 3월 ~ 2022년 2월: 한양대학교 ERICA캠퍼스 공학기술연구소 연구교수
- 2021년 11월 ~ 2024년 11월: (재) 한국건설생활환경시험연구원 이사장
- 2022년 3월 ~ : LF 사외이사
  - LF 감사위원장
  - LF 사외이사후보추천위원장
  - LF 보상위원
  - LF 내부거래위원
- 2023년 3월 ~ : LS ELECTRIC㈜ 사외이사
- 한국전기공사협회 정책고문
- SK텔레콤 고문
- 2024년 3월 ~ : (사)한국수소연합 회장